# 浮石寺
36°59′56″N 128°41′15″E / 36.99889°N 128.68750°E
浮石寺（： Buseoksa）為位於慶尚北道榮州市的一座佛寺，始建於新羅文武王十六年（西元676年），為海東華嚴宗的宗祖義湘大師所創建。2018年浮石寺與其他六座山寺以「山寺，韓國的山中寺院」名稱申請，獲得世界遺產委員會通過，成為韓國第13個世界遺產。

## 簡介
浮石寺位於慶尚北道榮州市浮石面的鳳凰山麓，為新羅文武王十六年（西元676年）海東華嚴宗的宗祖義湘（의상，625－702）奉王命所創建。
浮石寺的名稱的由來有一段傳說，新羅僧人義湘曾赴唐留學，於山東登州上岸時，在一居士家中接受供養，居士家中一少女妙善見義湘容貌俊彥、行止威儀而愛慕，在義湘返回新羅時，投海化成巨龍守護義湘。義湘建造浮石寺受人阻撓，巨龍幻化成岩石浮於空中以嚇退群眾。現今佛殿西側有一塊巨石，與下面的岩石不相連，因而得名為「浮石」。
浮石寺在歷史上多次因戰亂而毀壞。高麗王朝初期因戰亂毀壞後，於高麗靖宗七年（西元1041年）圓融國師奉王命重建。高麗恭愍王七年（西元1358年）因高麗蒙古戰爭而毀壞，高麗禑王二年（西元1376年）重建無量壽殿，高麗禑王三年（西元1377年）重建祖師堂。
朝鮮王朝崇儒抑佛，朝鮮太宗二年（西元1401年）規定全國各佛教宗派可留置寺院的限額，下令裁減下來的寺院沙門還俗，土地歸國有，奴婢由政府處理。朝鮮世宗六年（西元1424年）合佛教七宗為禪、教兩宗，全國僅留36座寺院，浮石寺為其中之一。惟其後在政府打壓佛教的政策下，浮石寺逐漸荒廢。
20世紀後開始展開修補工作，現今浮石寺有五項韓國國寶，包括石燈（韓國國寶第17號）、無量壽殿（韓國國寶第18號）、祖師堂（韓國國寶第19號）、塑造如來坐像（韓國國寶第45號）、祖師堂壁畫（韓國國寶第46號）。

## 重要文物

### 石燈（國寶第17號）
浮石寺石燈位於無量壽殿前方，為一座花崗岩製成的石燈籠，高度為2.97公尺，其為統一新羅時期（西元668－935年）的遺跡。燈代表佛祖的光明，又稱為光明燈，多建造於大殿等重要建築前方。浮石寺石燈以其典雅的造型為聞名。

### 無量壽殿（國寶第18號）
無量壽殿（무량수전）最初建於新羅文武王年間（西元661－681年），在高麗恭愍王七年（西元1358年）因火災而毀壞。目前的建築為高麗禑王二年（西元1376年）所重建，於朝鮮日治時期大正五年（西元1916年）進行整建與修復，無量壽殿為韓國歷史最悠久的木造建築之一（韓國現存最古老的木造建築為鳳停寺極樂殿，估計興建於12世紀初期，於西元1363年重修）。無量壽殿中有塑造如來坐像（國寶第45號），為研究高麗王朝時代建築重要的遺跡。

### 祖師堂（國寶第19號）
祖師堂於高麗禑王三年（西元1377年）興建，朝鮮成宗（西元1469－1494年）年間整修。建築物中左右有四天王像、菩薩像等的壁畫，是在高麗王朝後期繪製，為韓國木造建築物上最古老的的壁畫。

### 塑造如來坐像（國寶第45號）
塑造如來坐像高2.78公尺，為高麗王朝時代早期作品，約有一千年歷史，以泥塑與木材構成，在塗上金漆。佛像仍保留新羅時代的形式，塑造如來坐像為韓國現存這個尺寸大小的佛像中歷史最悠久的，具有很高的歷史價值。

### 祖師堂壁畫（國寶第46號）
祖師堂壁畫共有六幅，尺寸均為205公分乘以75公分，描繪四天王、帝釋天、梵天等，壁畫創作於高麗禑王三年（西元1377年）。現今祖師堂壁畫的原始版本放在無量壽殿內的玻璃櫃中，原址則放上複製品作為展示。

### 其他寶物
除了前述五項韓國國寶以外，浮石寺還有幾項次一級的韓國寶物，包括：石造如來坐像（寶物第220-1、220-2號）、三層石塔（韓國寶物第249號）、幢竿支柱（韓國寶物第255號）、高麗刻板（韓國寶物第735號）。

## 世界遺產登錄
第42屆世界遺產委員會會議在2018年6月至7月，於巴林首都麥納瑪召開，由韓國申報的項目「山寺，韓國的山中寺院」經大會通過，成為韓國第13個世界遺產，包括通度寺、浮石寺、法住寺、大興寺、鳳停寺、麻谷寺、仙巖寺。浮石寺的世界遺產編號為1562-002號。
该世界遗产被认为满足世界遺產登錄基準中的以下基準而予以登錄：
- （iii）呈现有关现存或者已经消失的文化传统、文明的独特或稀有之证据。

| 世界遺產編號 | 名稱   | 所在地                 | 保護範圍 | 緩衝範圍  |
| ------------ | ------ | ---------------------- | -------- | --------- |
| 1562-002     | 浮石寺 | 36°59'56"N 128°41'15"E | 7.08公頃 | 47.09公頃 |

## 圖集

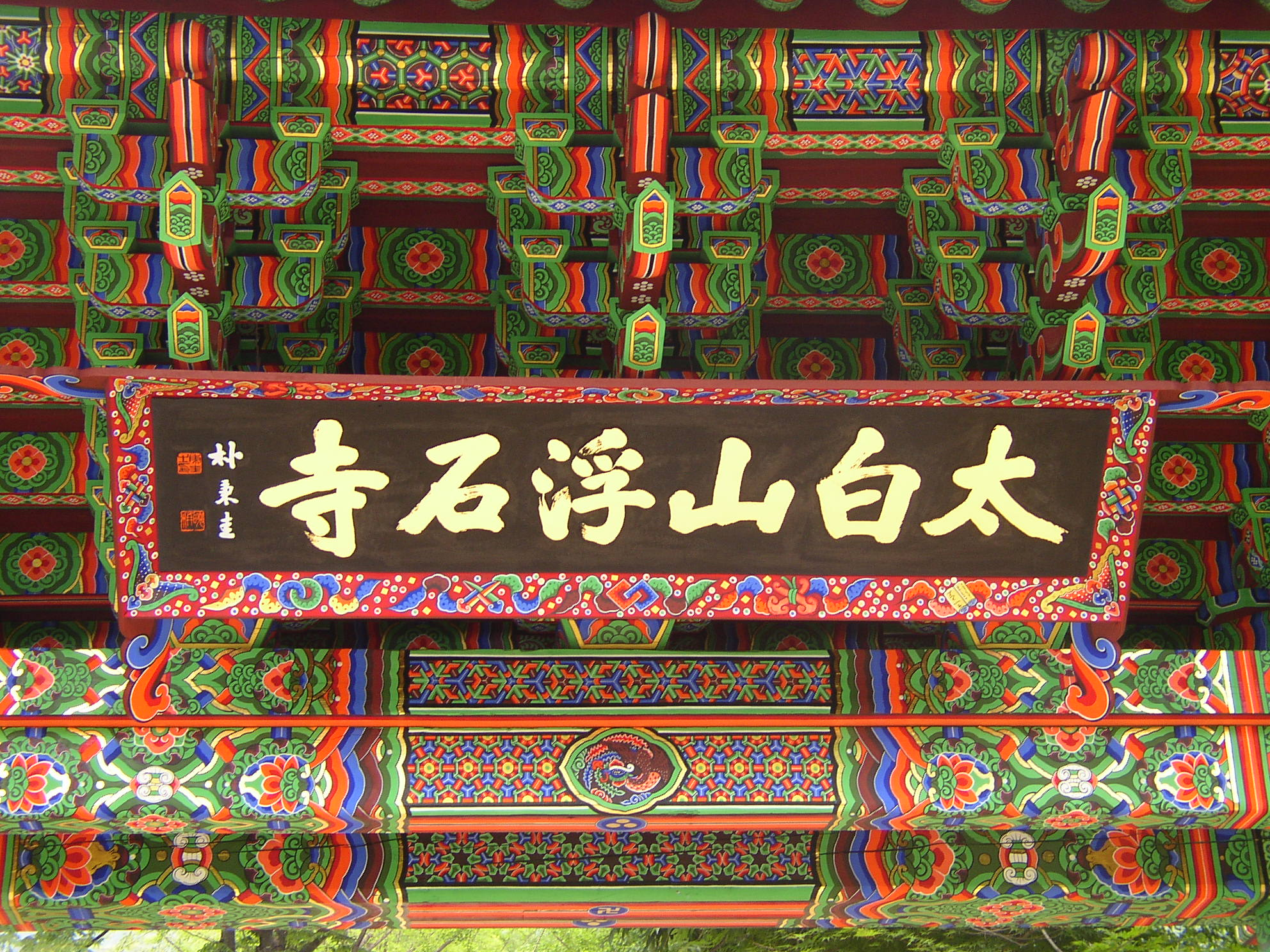
浮石寺山門牌坊
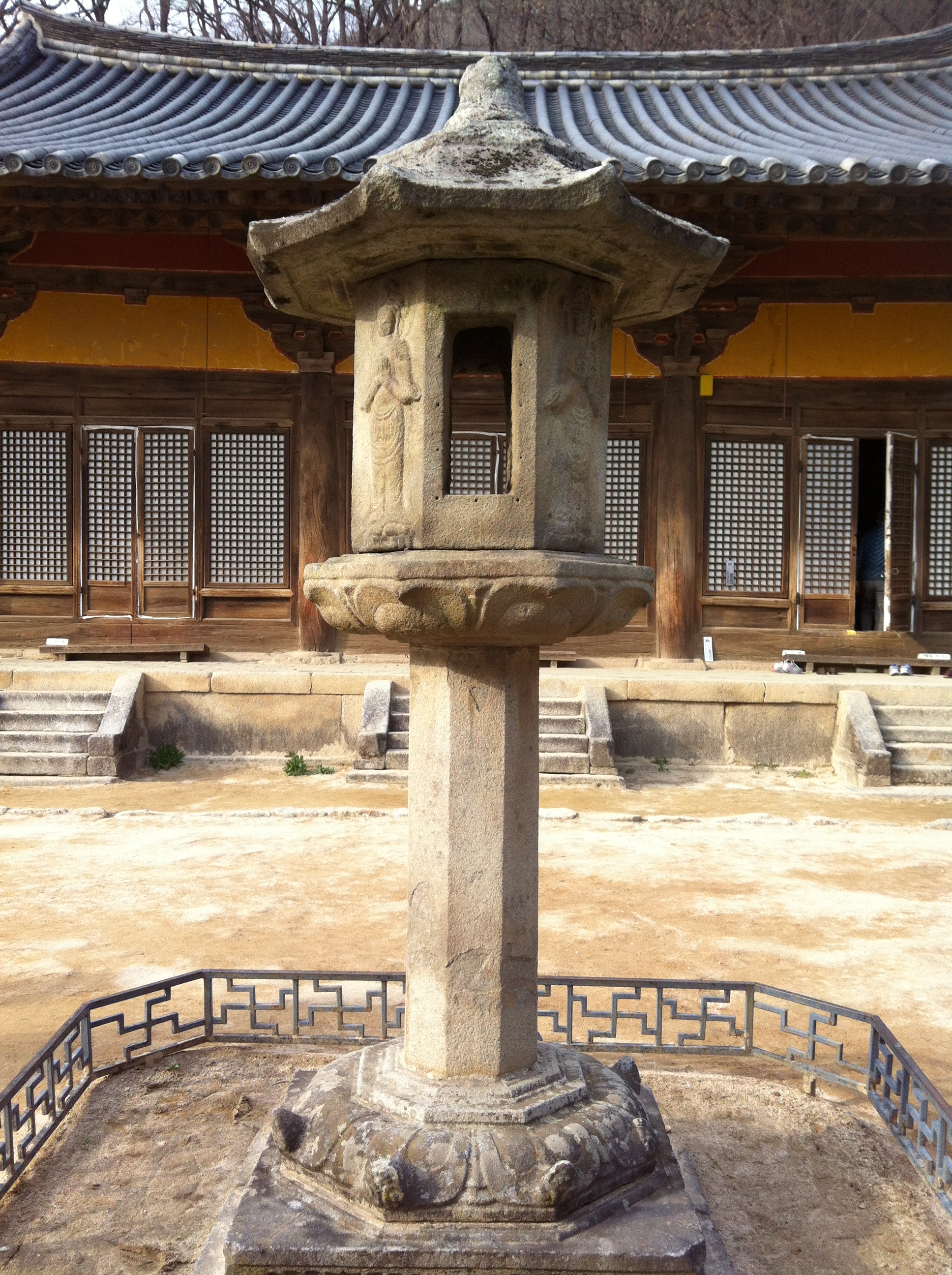
浮石寺石燈（朝鲜语：부석사 석등）
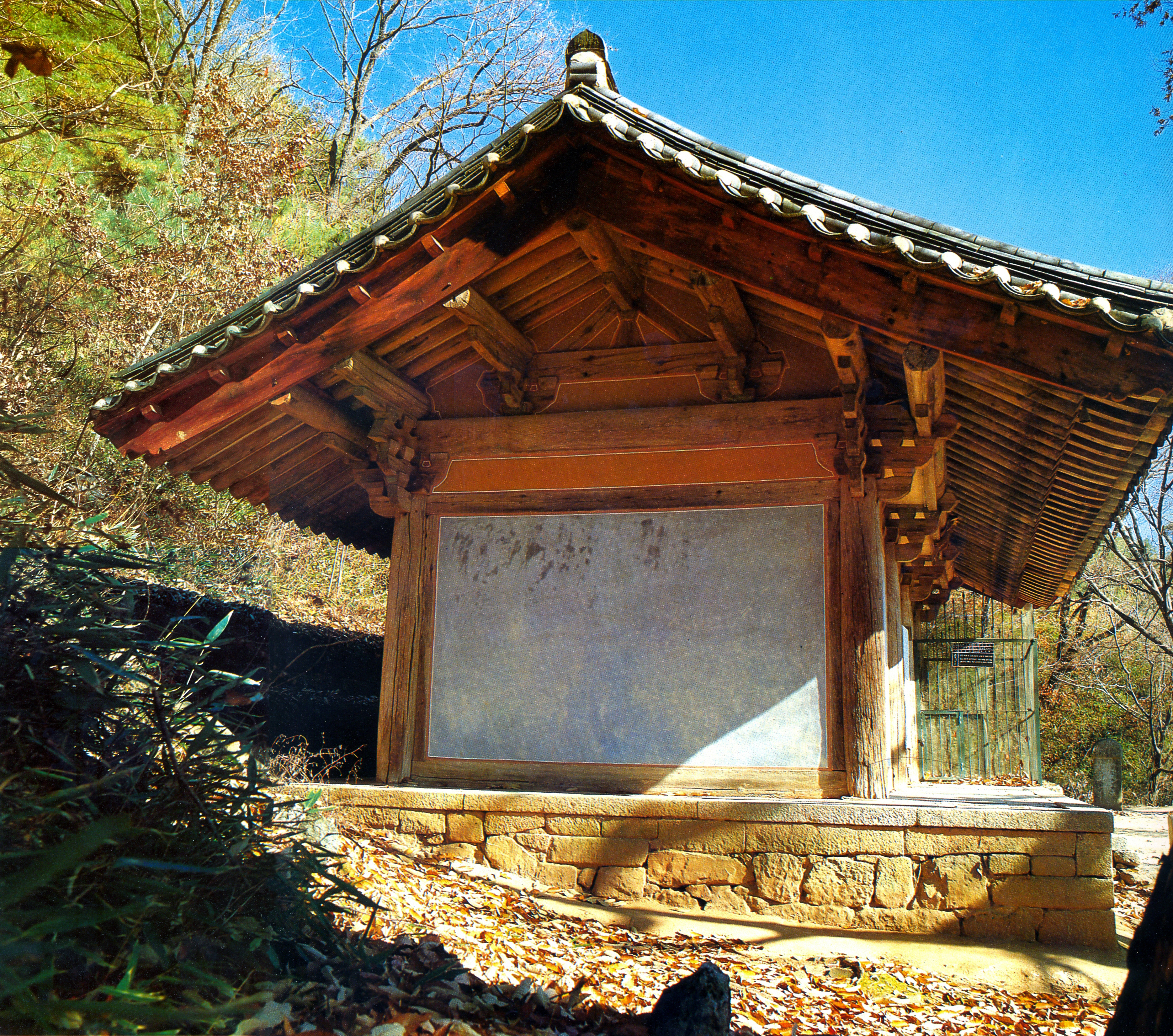
浮石寺祖師堂（朝鲜语：조사당）
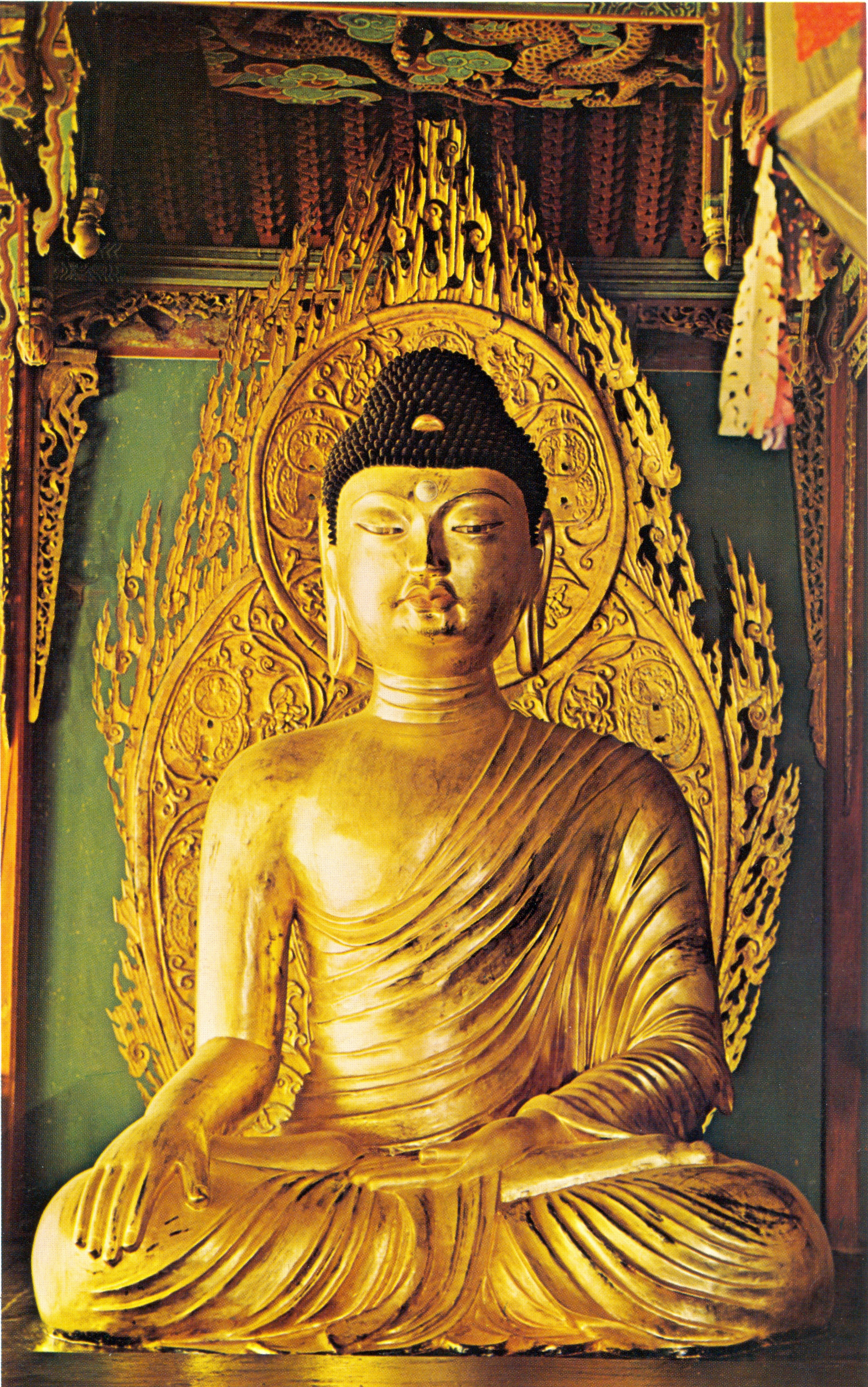
浮石寺塑造如來坐像（朝鲜语：소조여래좌상）
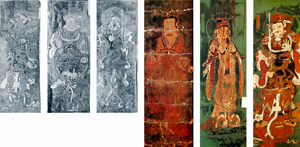
浮石寺祖師堂壁畫（朝鲜语：조사당 벽화）

## 外部連結
-  浮石寺官網 （页面存档备份，存于）